# Virginio Carranza Domínguez
Virginio Carranza Domínguez (Sihuas, 22 de septiembre de 1954 - Callao, 10 de marzo del 2021) fue un ingeniero y político peruano. Fue regidor de la Municipalidad del Callao desde 1994 hasta 1995 y diputado por el Callao durante el disuelto periodo 1990-1992, como miembro del Partido Aprista Peruano.

## Biografía
Virginio Carranza nació en la ciudad de Sihuas, ubicado en el departamento de Áncash, el 22 de septiembre de 1954. Fue hijo de Emilio Carranza y de Sara Domínguez.
Se trasladó a la provincia constitucional del Callao, donde realizó sus estudios primarios y secundarios en la G.U.E. "2 de Mayo" del Callao. Luego estudió en la Universidad Nacional del Callao la carrera de ingeniería pesquera.

## Trayectoria
Fue presidente de Cooperación Popular en el Callao, donde se caracterizó por motivar a que muchos chalacos pudieran acceder a un puesto de trabajo, y ha ocupado importantes cargos en la administración publica. También recorrió diversos Asentamientos humanos del Callao, llevando agua, comida y estuvo en lugares tan alejados como Ventanilla. Fue también miembro del Colegio de Ingenieros del Perú.
En el ámbito político, incursiona como miembro del Partido Aprista Peruano y en las elecciones del año 1990, postuló a la Cámara de Diputados del Congreso de la República por la circunscripción del Callao y fue elegido como diputado, con 7,976 votos, para el periodo parlamentario 1990-1995. Sin embargo el 5 de abril del año 1992, su cargo queda disuelto tras el autogolpe de estado decretado por el presidente Alberto Fujimori.
En 1993, Virginio Carranza es elegido como regidor de la Municipalidad del Callao. Posteriormente en el año 1998, Carranza se une a las filas del fujimorismo para postular a la alcaldía de la provincia del Callao, sin embargo, quedó en el segundo lugar tras el triunfo de Álex Kouri.
En el año 2009, Virginio Carranza volvió a afiliarse al Partido Aprista Peruano y luego en el año 2016 se apuntó nuevamente como candidato al Congreso por la coalición Alianza Popular, obteniendo solamente 8,287 votos sin resultar electo.

## Fallecimiento
El 10 de marzo del 2021, Virginio Carranza Domínguez falleció a los 66 años en su natal Callao. Fue luego homenajeado por el Colegio de Ingenieros del Perú y en agosto del 2023, la Municipalidad Provincial del Callao decidió en su honor cambiar el nombre de la Sala de Regidores del Municipio por la Sala de Regidores "Virginio Carranza Dominguez".